# Dirty Work (альбом Остіна Махона)
«Dirty Work» (укр. Нудна робота) — дебютний студійний альбом американського співака-пісняра Остіна Махона, випущений 18 жовтня 2017 року лейблом Universal Music Japan.

## Створення та просування
Із 2017 року японський комік Чіемі Блусон почала використовувати пісню «Dirty Work» як фонову музику її популярної комедійної програми, через що пісня піднялася до 4 сходинки чарту Japan Hot 100 Chart, а згодом, здобула золоту сертифікацію в країні. Пізніше Махон оголосив про випуск свого дебютного студійного альбому виключно для Японії. До нього також увійшли сингл «Lady» записаний спільно з Pitbull та пісня «Creatures of the Night» записаний спільно з Hardwell, що очолив чарт Billboard Dance Club Dance Club.
Махон також випустив виключно в Японії пісню «Perfect Beauty» з музичним відео до неї 18 жовтня 2017 року. Пісня була використана в рекламі японського шампуню «Moist, Diane». У день виходу альбому Махон опублікував на цифрових платформах та потокових сервісах дві пісні: «I Don't Believe You» і «Found You».

## Трек-лист
Інформацію про авторів отримано із сервісу My Sound.
| Цифрове завантаження | Цифрове завантаження                        | Цифрове завантаження | Цифрове завантаження                | Цифрове завантаження |
| #                    | Назва                                       | Автор | Продюсер(и)                         | Тривалість           |
| -------------------- | ------------------------------------------- | --- | ----------------------------------- | -------------------- |
| 1.                   | «Dirty Work»                                | Остін Махон Шон Дуглас [en] Талай Райлі [en] Александр Ізквердо [en] Стефан Джонсон [en] Джордж Джонсон [en] Маркус Ломакс [en] | The Monsters and the Strangerz [en] | 3:08                 |
| 2.                   | «I Don't Believe You»                       | Махон Хосе Гарсія Джиммі Джокер Хорхе Гомес Роберт Віллануева Джованні Асторга                                                  | Джиммі Джокер                       | 3:02                 |
| 3.                   | «Perfect Beauty» (за участі Bobby Biscayne) | Махон Her0ism [en] Шейн Фаччінелло Нейт Джоллі Джиммі Джокер Гарсія Гомес Віллануева Асторга                                    | Her0ism Джиммі Джокер               | 3:21                 |
| 4.                   | «Found You»                                 | Махон Гармоні Самельс [en] Едгар Етьєн                                                                                          | Самельс                             | 3:08                 |
| 5.                   | «Love At Night» (за участі Juicy J)         | Кесія Голлінс Джамал Джонс [en] Джонатан Солон-Міветт                                                                           | Полов Да Дон                        | 3:06                 |
| 6.                   | «Pretty & Young»                            | Махон Люк Калледжа [en] Джордж Бехара Леон Томас III [en] Джеймс Саайб Шон Кантровіц Кайл Ван Ріпер                             | Kronic [en] Jaysounds               | 3:05                 |
| 7.                   | «Lady» (за участі Pitbull)                  | Махон Брендон Грін [en] Армандо Перес Джером Прайс Мунхен Мустафа Янн Дестагнол Ромен Тренчарт Бернард Едвардс [en] Ніл Роджерс | Прайс Maejor [en]                   | 3:31                 |
| 8.                   | «Better With You»                           | Махон Пол Блер [en] Джолін Бель Віллануева Дрю Скотт                                                                            | DJ White Shadow                     | 3:54                 |
| 9.                   | «Double Up»                                 | Махон Блер Грант Нельсон [en] Віллануева                                                                                        | DJ White Shadow                     | 3:15                 |
| 10.                  | «Wait Around»                               | Махон Бред Таллман Віллануева                                                                                                   | Таллман                             | 4:14                 |
| 11.                  | «Except For Us»                             | Махон Річард Гонсалес [en] Скайлер Стоунстріт [en] Лорін Мор Саша Слоан                                                         | Річард Віссіон                      | 2:51                 |
| 12.                  | «Shake It For Me» (за участі 2 Chainz)      | Махон Терон Томас [en] Тімоті Томас [en] Таухейд Епс Сам Самсер Шон Смолл                                                       | Самсер                              | 3:54                 |
| 13.                  | «Creatures of the Night» (з Hardwell)       | Остін Махон Робберт ван де Корпут Конор Паттон Сем Грей Бенджамін Давид Гемслі Стівсе Мановські                                 | Hardwell                            | 3:00                 |

| Регулярне фізичне видання бонусного треку | Регулярне фізичне видання бонусного треку | Регулярне фізичне видання бонусного треку                 | Регулярне фізичне видання бонусного треку | Регулярне фізичне видання бонусного треку |
| #                                         | Назва                                     | Автор                                                     | Продюсер(и)                               | Тривалість                                |
| ----------------------------------------- | ----------------------------------------- | --------------------------------------------------------- | ----------------------------------------- | ----------------------------------------- |
| 14.                                       | «Dirty Work» (Ремікс Skit)                | Махон Дуглас Райлі Ізквердо С. Джонсон Дж. Джонсон Ломакс | The Monsters and the Strangerz Skit       |                                           |

| Фізичне делюкс видання на DVD | Фізичне делюкс видання на DVD                                                                          | Фізичне делюкс видання на DVD |
| #                             | Назва                                                                                                  | Тривалість                    |
| ----------------------------- | --- | ----------------------------- |
| 1.                            | «Dirty Work» (Музичне відео)                                                                           | 5:11                          |
| 2.                            | «Lady» (Музичне відео)                                                                                 | 4:46                          |
| 3.                            | «Better With You» (Музичне відео)                                                                      | 4:42                          |
| 4.                            | «Dirty Work» (Наживо з PopSpring 2017 — Музичне відео)                                                 |                               |
| 5.                            | «Message To The Fans In Japan» (日本のファンへのメッセージ 一部、収録内容が変更になる場合がございます) |                               |

## Чарти
| Чарт (2017)                | Найвища позиція |
| -------------------------- | --------------- |
| Японія Oricon Albums Chart | 34              |